# Оглендув
Оглендув (пол. Oględów) — село в Польщі, у гміні Сташув Сташовського повіту Свентокшиського воєводства.
Населення — 440 осіб (2011).
У 1975-1998 роках село належало до Тарнобжезького воєводства.

## Демографія
Демографічна структура на день 31 березня 2011 року:
|          | Загалом | Допрацездатний вік | Працездатний вік | Постпрацездатний вік |
| -------- | ------- | ------------------ | ---------------- | -------------------- |
| Чоловіки | 221     | 39                 | 157              | 25                   |
| Жінки    | 219     | 45                 | 115              | 59                   |
| Разом    | 440     | 84                 | 272              | 84                   |